# Anna Maria Pertl
Anna Maria Walburga Pertl, coniugata Mozart (Sankt Gilgen, 25 dicembre 1720 – Parigi, 3 luglio 1778), era la madre di Wolfgang Amadeus Mozart e Maria Anna Mozart.

## Biografia
Era la figlia di Eva Rosina Altmann (1681–1755) e di Wolfgang Nicolaus Pertl (1667–1724), prefetto di Hildenstein e secondo marito della madre.
Sposò Leopold Mozart il 21 novembre 1747 a Salisburgo. Ebbe con lui sette figli, cinque dei quali morirono nei primi mesi di vita, conformemente all'alto tasso di mortalità infantile dell'epoca. Sopravvissero solo Wolfgang Amadeus, nato nel 1756, e la sorella maggiore Maria Anna detta “Nannerl”, nata nel 1751.
Secondo alcuni biografi mozartiani, il genio del Maestro è riconducibile anche alle qualità molto diverse e molto accentuate che ereditò dai suoi genitori. Dal padre prese la musicalità, la serietà, la dedizione al lavoro; dalla madre la gioia di vivere, la fantasia, il senso dell'umorismo. Anna Maria Pertl era in effetti una donna molto diversa da suo marito; sicuramente meno colta, ma anche più equilibrata e capace di smussare l'autoritarismo e le rigidezze del capofamiglia. Nelle sue lettere è possibile ravvisare lo stesso gusto dello scherzo osceno che ha reso tanto celebri le lettere di Mozart. Una volta così scrisse al marito:
(Lettera del 26 settembre 1777 da Monaco di Baviera)
Anna Maria non coltivava la musica, pur essendo la moglie di un eccellente violinista e compositore, e la madre di due bambini prodigio. Il loro talento musicale, e l'ambizione di suo marito, la portarono comunque lontano: avendo riscontrato le straordinarie qualità dei suoi figli, Leopold li fece esibire fin da piccoli in molte città europee. Così, al seguito della famiglia, Anna Maria visitò le corti d'Europa e conobbe personalmente numerosi sovrani, fra cui l'imperatrice Maria Teresa d'Austria, Luigi XV di Francia e Giorgio III del Regno Unito.

La famiglia Mozart nel 1780, due anni dopo la morte della madre, raffigurata nel ritratto appeso alla parete.

Quando Wolfgang fu adolescente e suo padre decise di portarlo nella patria dell'opera lirica, l'Italia (1769 – 1773), le due donne di casa dovettero restare a Salisburgo. Alcuni anni dopo, nel 1777, Wolfgang decise di abbandonare la corte di Salisburgo per cercare fortuna altrove: l'arcivescovo di Salisburgo rifiutò di concedere a Leopold il permesso di partire con il figlio. Si decise allora che sarebbe stata Anna Maria ad accompagnare Wolfgang. La partenza avvenne il 23 settembre 1777: prima tappa del viaggio fu Monaco di Baviera, quindi Augusta, Mannheim e infine Parigi.
A Parigi la necessità di stare continuamente in giro, per cercare lavoro e insegnare musica, costrinse Mozart a lasciare sua madre quasi sempre sola. Lei non parlava francese e non si muoveva dalla casa in Rue du Gros Chenet, dove pativa il freddo. La sua salute cominciò a peggiorare e contrasse una febbre - un "riscaldo interno", secondo la terminologia dell'epoca. Non si fidava dei medici francesi e Wolfgang dovette fare salti mortali per trovarle un medico austriaco.
Morì il 3 luglio 1778, a 57 anni. «Si è spenta come una candela», scrisse Wolfgang in una lettera all'amico Franz Joseph Bullinger. Fu seppellita il giorno dopo nel camposanto della parrocchia di Saint-Eustache.
La morte della madre spezzò un equilibrio e segnò il sorgere di una conflittualità all'interno della famiglia Mozart, che pian piano portò i suoi componenti ad allontanarsi, fisicamente e psicologicamente. Nel 1781 Wolfgang si trasferì a Vienna, abbandonando per sempre il servizio presso la corte arcivescovile di Salisburgo e ribellandosi ai dettami del padre, che continuò a torturarlo con lettere piene di recriminazioni e rimbrotti. Anche i rapporti di Wolfgang con la sorella Nannerl diventarono sempre più freddi: quando morì anche Leopold, sorsero dissapori circa l'eredità e i due giunsero a non avere più contatti di alcun genere.

## Discendenza
Dal marito ebbe sette figli, cinque dei quali morti nei primi mesi di vita:
- Johann Leopold Joachim (18 agosto 1748 – 2 febbraio 1749);
- Maria Anna Cordula (18 giugno 1749 – 24 giugno 1749);
- Maria Anna Nepomucena Walpurga (13 maggio 1750 - 29 luglio 1750);
- Maria Anna Walburga Ignatia  (30 luglio 1751-29 ottobre 1829), detta Nannerl;
- Johann Karl Amadeus (4 novembre 1752 – 2 febbraio 1753);
- Maria Crescentia Francesca Paula (9 maggio 1754 - 27 giugno 1754);
- Johann Chrysostomus Wolfgang Amadeus (27 gennaio 1756 - 5 dicembre 1791).

L'ultima nascita fu per lei particolarmente traumatica e pericolosa, dal momento che non espulse naturalmente la placenta e dovette essere rimossa manualmente, correndo il serio rischio di contrarre un'infezione mortale. Tuttavia, riuscì a riprendersi, anche se in seguito non ebbe altri figli.